# Hadžitarhan
Hadžitarhan (tatarsko Xacitarxan, Hadžitarhan, rusko Хаджи-Тархан, Hadži-Tarhan), Haštar Han, Astarhan ali Astrahan, v perzijskih virih  حاجیترخان, Haji-Tarkhan v ruskih virih Астрахань, Astrakhan, je bil srednjeveško mesto na desnem bregu Volge, približno 12 km od sodobnega Astrahana. Mesto je bilo prvič omenjeno leta 1333. V 13. in 14. stoletju je bilo eno od  glavnih trgovskih in političnih središč Zlate horde. Leta 1395 ga je opustošil Timurlenk. Po obnovitvi je leta 1459 postalo prestolnica Astrahanskega kanata. Leta 1556 ga je oblegala in po osvojitvi požgala  vojska ruskega carja Ivana Groznega. 

## Sklic
1. ↑  Хаҗитархан. Tatar Encyclopaedia. Kazan: The Republic of Tatarstan Academy of Sciences. Institution of the Tatar Encyclopaedia. 2002 (v tatarščini).